# Ballingdon
Ballingdon är en ort i civil parish Sudbury, i distriktet Babergh i grevskapet Suffolk i England. Orten är belägen 1,75 km från Sudbury. Parish hade 458 invånare år 1951. Byn nämndes i Domedagsboken (Domesday Book) år 1086, och kallades då Belindune.